# COVID-19-Pandemie in Thüringen
Die COVID-19-Pandemie tritt in Thüringen seit 2020 als Teil der weltweiten COVID-19-Pandemie und im Besonderen der COVID-19-Pandemie in Deutschland auf. Die Pandemie betrifft die neuartige Erkrankung COVID-19. Diese wird durch das Virus SARS-CoV-2 aus der Gruppe der Coronaviridae verursacht und gehört in die Gruppe der Atemwegserkrankungen. Ab dem 11. März 2020 stufte die Weltgesundheitsorganisation (WHO) das Ausbruchsgeschehen des neuartigen Coronavirus als weltweite Pandemie ein.

## Verlauf
Am 2. März 2020 wurde im Saale-Orla-Kreis der erste COVID-19-Erkrankte in Thüringen positiv getestet und am 3. März vom Robert Koch-Institut gemeldet. Der 57-Jährige war in Norditalien im Skiurlaub. Bereits seit dem 27. Februar 2020 galten Teile von Norditalien laut Robert Koch-Institut als COVID-19-Risikogebiet. Am 12. März wurde im Landkreis Schmalkalden-Meiningen eine Frau positiv auf das Coronavirus getestet. Auch bei ihrem Partner wurde in der Folge eine Infektion nachgewiesen. Für beide wurde eine Quarantäne angeordnet.
Am 13. März wurde aus der Erstaufnahmeeinrichtung in Suhl ein positiver Fall gemeldet, der am Vorabend festgestellt worden war. Die 500 Bewohner der für 1200 Bewohner ausgelegten Einrichtung wurden teils unter Quarantäne gestellt, für Neuankömmlinge wurde eine separate Unterbringung bereitgestellt.
In Thüringen war anfangs besonders die Stadt Jena mit steigenden Infektionszahlen betroffen, besonders viele Neuinfektionen gab es zudem im Landkreis Greiz, dem Eichsfeld, dem Saale-Orla-Kreis und Erfurt. Jena sowie der Landkreis Nordhausen führten daraufhin ab Anfang April eine Pflicht zum Tragen eines Mund-Nasen-Schutzes in bestimmten Bereichen des Alltags ein. Diese und andere bundes- und landesweite Maßnahmen führten in den meisten Landkreisen und kreisfreien Städten zu einem Rückgang der Fallzahlen.
Im Landkreis Greiz dagegen blieb die Zahl der Neuinfektionen auf einem konstant hohen Niveau. Anfang Mai führte das Land Thüringen eine Testreihe an etwa 850 Bewohnern, Pflegekräften und Patienten von Pflegeheimen sowie Klinikpersonal im Landkreis Greiz durch, wobei 47 neue Infektionen festgestellt wurden. Der Landkreis verzeichnete daraufhin nach Daten des RKI ab dem 4. Mai 2020 deutschlandweit gemessen an der Bevölkerungszahl die meisten Neuinfektionen. Landrätin Martina Schweinsburg wandte sich jedoch aus ökonomischen Gründen gegen eine Beibehaltung der Massenquarantäne und sprach sich stattdessen für punktuelle Maßnahmen in betroffenen Heimen aus.
Am 24. September wurden in Thüringen 4.000 Infektionen erreicht – Am 20. Oktober waren es 5000.
Im November 2020 nahm die Zahl der Infektionen sehr stark und im Dezember 2020 dramatisch zu.
Am 18. Dezember wurden  in Thüringen über 30.000 – und am 30. Dezember bereits über 40.000 Infektionen gezählt.
Am 1. Januar 2021 gab es in Thüringen über 1.000 Tote.
Ab Ende Januar 2021 hatte Thüringen die höchsten Inzidenzen aller Länder.

## Statistik

### Infektionsfälle
Bestätigte Infektionen (kumuliert) in Thüringen
(nach Daten des RKI aus COVID-19-Pandemie in Deutschland)
Bestätigte Infektionen (neue Fälle) in Thüringen 
(nach Daten des RKI aus COVID-19-Pandemie in Deutschland)
Bestätigte Infektionen (7-Tage-Inzidenz) in Thüringen
(nach Daten des RKI aus COVID-19-Pandemie in Deutschland)

### Todesfälle
Bestätigte Todesfälle (kumuliert) in Thüringen
(nach Daten des RKI aus COVID-19-Pandemie in Deutschland)
Bestätigte Todesfälle (täglich) in Thüringen
(nach Daten des RKI aus COVID-19-Pandemie in Deutschland)
Anmerkungen
1. 1 2 3 4  Hier sind Fälle aufgelistet, die dem RKI über den Meldeweg oder offizielle Quellen mitgeteilt wurden. Da es sich um eine sehr dynamische Situation handelt, kann es zu Abweichungen oder Verzögerungen zwischen den RKI-Fällen und Angaben anderer Stellen, etwa der betroffenen Bundesländer oder der Weltgesundheitsorganisation (WHO), kommen.
2. ↑  Für den 28. April 2020 sind die absolute Zahl und die Differenz zum Vortrag inkonsistent, entsprechen aber den Angaben des RKI.

## Reaktionen und Maßnahmen
Ab dem 17. März 2020 verfügte Thüringen eine landesweite Schulschließung. Eine Notbetreuung wurde in der Folge für Kinder, deren Eltern in systemrelevanten Berufen arbeiten, eingerichtet.
Neustadt am Rennsteig, ein Ortsteil von Großbreitenbach, wurde am 22. März 2020 vollständig unter Quarantäne gestellt, so dass er nur noch in Ausnahmefällen betreten und verlassen werden konnte. Mit Ablauf des 5. April wurde die Quarantäne wieder aufgehoben.
Mit Wirkung zum 25. März wurde angeordnet, die physischen und sozialen Kontakte zu anderen Menschen außer zu den Angehörigen des eigenen Haushalts auf ein absolut nötiges Minimum zu reduzieren und zu anderen Personen (mit Ausnahme der Haushaltsangehörigen) einen Mindestabstand von 1,5 m zu halten.
Mit Wirkung zum 24. April wurde angeordnet, dass in Fahrzeugen des öffentlichen Nahverkehrs, in Taxen und in Geschäften eine Mund-Nasen-Bedeckung zu tragen sei.
Am 23. Mai kündigte Ministerpräsident Bodo Ramelow in der Thüringer Allgemeinen an, den allgemeinen Lockdown am 6. Juni aufzuheben. Entsprechende Schritte wurden am 26. Mai dem Kabinett vorschlagen. Zeitgleich soll der Schwellwert für die örtliche 7-Tage-Inzidenz auf 35 Neuinfektionen pro 100.000 Einwohner festgesetzt werden (bundesweite Vorgabe: 50 Neuinfektionen), um auf eventuell auftretendes negatives Infektionsgeschehen deutlich und schnell reagieren zu können.
Diese Ankündigung wurde jedoch nicht umgesetzt – die bestehenden Regeln wurden bis zum 12. Juni 2020 verlängert. Mit Wirkung zum 13. Juni wurden die rechtlich verbindlichen Kontaktbeschränkungen aufgehoben. Allerdings wurde den Menschen weiterhin empfohlen, ihre sozialen Kontakte auf ein Minimum zu reduzieren.